# 福島県立いわき光洋高等学校
福島県立いわき光洋高等学校（ふくしまけんりつ いわきこうようこうとうがっこう）は、福島県いわき市中央台高久四丁目に所在する県立高等学校。

## 概要
昭和40年代以降、いわき地区では、特定の進学校への希望者が定員を大きく上回り、翌年度の受験に向けて一年間浪人生活を選ぶ｢中学浪人｣の数が一時期500人を超えるなど、大きな社会問題となっていた。このため市民からは、中学浪人をせずとも大学進学を目指すことが可能な、共学の進学校の設置について市議会等で度々議論されていた。
1993年、長年のいわき地区の中学浪人問題に対処するべく開学したのが本校である。内郷綴町板宮にあった定時制のいわき中央高校の校舎に、日本初の全日制課程で単位制（文理科）の高校として開校した。開校時の定員は1学年2クラス、のちに3クラスと少ない人数ではあったが、国公立大学や難関私立大学などに合格者を出し、当初の設置目的を十分に果たした。
敷地が手狭だったことから文理科の新築移転が検討され、泉地区･中央台地区からの誘致がある中、2004年、中央台高久に移転した。このとき、定員は1学年6クラス(のちに5クラス)に倍増。校舎やグラウンドなどの周辺設備は県立高校としてはかなり充実したものとなっている。
文理科の特徴は、1学年時のみ全員が共通科目を履修し、2・3学年時は科目選択の自由度が高い点（理論的には生徒1人ごとに時間割ができる）である。
同校は三自の精神（自主、自学、自律）を校訓に掲げ、自立した生徒を育成することを目指している。
また、同校には制服はなく、私服を着用し、個性を尊重している。

## 沿革
- 1993年 - 全国初の全日制単位制（文理科）高校として開校。募集定員80人（1学級40人・2学級）。学校施設は定時制高校の旧福島県立いわき中央高等学校を大規模改修した。旧福島県立いわき中央高等学校の定時制教育課程を引き継いだ。
- 1994年 - 募集定員を120人に増員（1学級40人・3学級）。
- 2002年 - 創立10周年記念式典挙行。
- 2004年 - 募集定員を240人に増員（1学級40人・6学級）。いわき市中央台の新校舎に移転。
  - 定時制単位制普通科課程は、旧校舎にて福島県立いわき翠の杜高等学校として独立。
- 2005年 - いわき明星大学（現医療創生大学）と高大連携開始（2・3学年の希望者が履修可能）

## 部活動
全国大会には陸上部、放送部 (KBC) 、吹奏楽部（小編成の部における最上位大会である東日本大会）などが出場経験があり、クイズ研究会も1997年に、第17回全国高等学校クイズ選手権で全国3位となっている。

## アクセス
- 新常磐交通「光洋高校前」停留所

## 著名な出身者
- 三原由起子（歌人）
- おおたけこういち（俳優）
- 渡邉啓太（元プロ野球選手）
- 園部佳太（プロ野球選手）